# 亂世勇者
《亂世勇者》（英語：Jawan，/dʒʌwɑːn/）是一部2023年印度印地語動作驚悚片，由阿特利執導並與S·拉馬納吉里瓦桑（S. Ramanagirivasan）聯合編劇，也是阿特利的宝莱坞首作。本片由葛莉·罕及高拉夫·維爾馬（Gaurav Verma）的紅辣椒娛樂製作，沙·魯克·罕在片中一人分飾父子兩角，其他主演包括納彥塔拉、維傑·西圖帕提、荻皮卡·帕都恭（特別出演）、普里亞曼尼和桑妮亞·馬賀拉。劇情講述一名女子監獄的典獄長聯手囚犯們糾正社會的腐敗，並與失蹤已久的至親意外重逢。
本片2021年9月開始主要拍攝，拍攝地點包括浦那、孟買、海得拉巴、金奈、拉賈斯坦邦和奧蘭加巴德。電影的歌曲及配樂的作曲皆由阿尼魯德·拉維昌德譜寫，G·K·毘濕奴擔任攝影指導，魯本則負責剪輯。電影還為泰米爾語版本重新拍攝了一些場景，特別是罕在歌曲〈活著的班達〉中的演出、西圖帕提的戲份，以及約奇·巴布登場的片段。
《亂世勇者》原定2023年6月2日在印度院線上映，但由於後期製作工作未完成而延期；最後定檔2023年9月7日正式上映，包含標準、IMAX、4DX等版本，恰逢黑天神誕生日。《亂世勇者》贏得影評界一致好評，演員表演、劇本、動作戲和音樂皆受讚譽。本片創下了印地語電影的多項票房紀錄，表現更勝罕同年先前的《寶萊塢之絕地特工》。本片的總票房超過114.8億盧比，登上2023年印度票房冠軍，並在當年成為印地語電影史上票房第二高及印度票房史上第五高的電影。在第69屆印度電影觀眾獎上，本片獲14座獎項提名。本片在第71屆印度國家電影獎中獲得兩座獎項：最佳男主角（罕）和最佳代唱女歌手（〈鬆手〉的希爾柏·拉奧）。

## 劇情
孟買女子監獄的典獄長阿札德一起劫持了孟買地鐵列車，與他同型的還有六名囚犯：拉克希米、伊拉姆、伊絲克拉、卡爾基、赫蓮娜與珍維。阿札德與NSG警官納瑪達·拉伊談判，要求農業部長支付四千億盧比，以換取乘客的生命。全球軍火商卡利·蓋克瓦得知女兒阿莉雅也是俘虜之一，並同意為這筆交易提供資金。當阿莉雅質疑劫持者的動機時，阿札德透露，計劃將這筆錢捐給國家七十萬名貧困農民，以免除其貸款。阿札德一夥直接將資金轉入農民們的銀行帳戶後，製造動亂逃離地鐵。阿札德透過阿莉雅，向卡利傳達了「維克蘭·拉托爾」這個名字。
與此同時，阿札德因一次相親而結識了納瑪達及其女兒蘇己，他們最後結婚。阿札德和囚犯團接下來綁架了衛生部長，並要求在每家公立醫院引入更好的基礎設施，以換取衛生部長的生命。在要求的五小時內，全國醫院的基礎設施立即升級；阿札德等人在與納瑪達的人馬短暫交手後再次逃脫。阿札德與納瑪達的婚禮後不久，納瑪達發現了阿扎德的真實身份並與他對峙，但卡利的弟弟馬尼許抓住了他們並施以折磨。然而，阿札德被自己原本使用的分身「維克蘭·拉托爾」搭救。納瑪達發現了阿札德同伙的身份，並偽裝成囚犯與他們對峙，就此得知了阿札德和維克蘭的關係。
1986年，維克蘭·拉托爾上尉是印度陸軍特種部隊的突擊隊隊員，開始執行追捕襲擊並殺害四十名印度士兵的恐怖組織行動。在面臨因武器故障造成的數人傷亡後，維克蘭及其團隊成功擊敗了恐怖份子，並對武器供應商卡利提出了投訴。卡利試圖與維克蘭達成協議，但沒有成功，導致自己公司被軍方解約。當天晚上，卡利帶著人馬襲擊了維克蘭及其妻子艾希瓦亞；維克蘭被卡利在飛機上槍擊並被扔了下來，艾希瓦亞因殺死卡利的三名腐敗警察而被判入獄。隨後，維克蘭被宣告為民族叛徒；艾希瓦亞在監獄裡生下了阿札德。當阿札德五歲時，艾希瓦亞在自己被絞死前要求兒子證明父親的清白，並為受壓迫的人伸張正義。世人不知道的是，維克蘭倖存下來，但失去了記憶，被印度東北部一支部隊救起並康復。
回到現在，納瑪達的下屬伊拉尼其實是卡利的合作者，試圖在監獄裡殺死他們，直到阿札德到達監獄並在踩踏中殺死了伊拉尼，但拉克希米在交火中身亡；納瑪達自願幫助他們。維克蘭、阿札德和他的團隊攻擊了卡利的卡車，裡面裝有即將舉行的選舉資金，卡利打算用這些錢買票以達成政治野心。阿札德一夥成功偷走了卡車，而維克蘭及其團隊則被卡利的追隨者抓獲。阿札德發布了另一段直播，聲稱自己偷了投票機，並要求封鎖該國253家工廠，這些工廠對空氣和水污染負有責任。工廠最終被政府查封，阿札德還向民眾發表了要認真對待投票的演說。
卡利在對維克蘭等人審問之下，得知阿札德在女子監獄的位置，並帶著手下來到監獄，制伏了阿札德。維克蘭最終恢復了記憶，並幫助阿札德讓卡利接受絞刑。幾個月後，幫助阿札德完成任務的STF警官馬哈萬·納亞克找上門來，為他指派了一項針對瑞士銀行的新任務。

## 演員
- 沙·魯克·罕飾演
  - 維克蘭·拉托爾上尉（Captain Vikram Rathore）：失憶的前突擊隊隊員。
  - 阿札德（Azad）：女子監獄典獄長，維克蘭之子。
- 納彥塔拉飾演納瑪達·拉伊（Narmada Rai）：第一大隊（英语：Force One (police)）隊長。
- 維傑·西圖帕提飾演卡利·蓋克瓦（Kalee Gaikwad）：全球軍火商。
- 荻皮卡·帕都恭飾演艾希瓦亞·拉托爾（Aishwarya Rathore）：特別出演。維克蘭之妻。
- 普里亞曼尼（英语：Priyamani）飾演拉克希米（Lakshmi）：阿札德的六名囚犯幹部之一。
- 桑妮亞·馬賀拉飾演伊拉姆醫生（Dr. Eeram）：阿札德的六名囚犯幹部之一。
- 蘇尼爾·葛羅佛（英语：Sunil Grover）飾演伊拉尼（Irani）：阿札德的六名囚犯幹部之一。
- 里迪·多格拉（英语：Riddhi Dogra）飾演卡薇莉（Kaveri）：阿札德的養母。
- 桑吉塔·巴塔查里亞（英语：Sanjeeta Bhattacharya）飾演赫蓮娜（Helena）：阿札德的六名囚犯幹部之一，道德駭客。
- 吉里賈·歐克（英语：Girija Oak）飾演伊絲克拉（Isshra）：阿札德的六名囚犯幹部之一。
- 萊哈爾·罕（英语：Lehar Khan）飾演卡爾基（Kalki）：阿札德的六名囚犯幹部之一。
- 阿麗雅·庫雷希（Aaliyah Qureishi）飾演珍維（Jahnvi）：阿札德的六名囚犯幹部之一。
- 約奇·巴布飾演衛生部長秘書（泰米爾語版本）
- 伊賈茲·罕（英语：Eijaz Khan）飾演馬尼許·蓋克瓦（Manish Gaikwad）：卡利之弟。
- 森格·謝爾林（英语：Sangay Tsheltrim）飾演朱朱（Juju）：列車警官，年幼時曾發誓幫助維克蘭。
- 西扎·薩羅傑·梅塔（Seeza Saroj Mehta）飾演蘇己·拉伊（Suji Rai）：納瑪達之女。
- 艾希莉莎·塔庫爾（英语：Ashlesha Thakur）飾演阿莉雅·蓋克瓦（Alia Gaikwad）：卡利之女。
- 史蜜塔·坦貝（英语：Smita Tambe）飾演卡爾基之母
- 奧姆卡·達斯·萬尼普利（英语：Omkar Das Manikpuri）飾演卡爾基之父
- 山齊·杜特飾演STF（英语：Special Task Force (India)）警官馬哈萬·納亞克（STF officer Madhavan Naik）：特別出演。阿札德的合作者。
- 阿特利（英语：Atlee (director)）飾演他自己：在歌曲〈活著的班達〉（Zinda Banda）中客串。

## 主題及影響
沙·魯克·罕表示，本片的主題是「女性賦權」。《電訊報》的阿格尼沃·尼約吉（Agnivo Niyogi）認為《亂世勇者》存在以往沙·魯克·罕電影的影子，包括《再次心属印度》（2000年）、《故土》（2004年）、《加油印度！》（2007年）和《金奈快车》（2013年）。《今日印度》也同樣提及了《加油印度！》對《亂世勇者》的影響。《印度教徒報》補充了本片的其他致敬對象：《撞臉》（1998年）、《一夫當關》（2004年）及《天生一對》（2008年）。
伊拉姆醫生（Dr. Eeram）是電影中的關鍵人物之一，靈感來自於現實生活中的事件和人物——來自北方邦戈勒克布爾的卡菲爾·罕醫生。卡菲爾醫生因參與2017年戈勒克布爾醫院死亡事件而廣為人知，他為此遭到逮捕並面臨與該事件相關的法律麻煩，這引起了人們對醫療保健系統內問題的關注。在電影中，伊拉姆醫生的角色可能探討醫療道德、責任和醫療保健專業人員面臨的挑戰等主題。
維克蘭·拉托爾（Vikram Rathore）和卡利·蓋克瓦（Kalee Gaikwad）關係的靈感取自印度重大政治及金融醜聞——波佛斯醜聞，當中涉及印度陸軍與波佛斯公司的榴弹炮FH77交易。該醜聞圍繞著軍火交易中的腐敗和回扣指控，對印度政治及國防採購產生了重大影響。在電影中，卡利的問題槍械導致維克蘭等軍人身處險境，他還為了擴張事業版圖而計劃政治陰謀，這些舉止揭示了腐敗、政治陰謀以及在高風險情況下做出不道德決定的後果等問題。卡利一角可能是醜聞的象徵，強調個人和實體在龐大醜聞和爭議中的作用。卡利與醜聞存在隱喻聯繫，探討了問責制、責任以及腐敗對社會的影響等主題。

## 製作

### 發展
2019年底，傳聞沙·魯克·罕將與泰米爾電影導演阿特利合作。阿特利在宣傳《球神比吉爾》（2019年）時證實了該項目。2020年，印度因COVID-19封鎖期間，阿特利透過Zoom向罕講述了該項目的故事。2021年5月，有消息傳出電影開拍在即。電影由葛莉·罕透過紅辣椒娛樂製片，高拉夫·維爾馬（Gaurav Verma）擔任聯合製片人；該公司於2022年6月3日發佈公告，證實了該項目。電影的製作預算達30億盧比。
阿特利與S·拉馬納吉里瓦桑（S. Ramanagirivasan）共同編寫劇本，也是此對編導連續四次的合作。蘇米特·阿羅拉貢獻了對白。本片為阿特利的寶萊塢首作，並藉此獲得優渥的報酬；阿特利保留了以往作品的基本技術班底，包括攝影指導G·K·毘濕奴、剪輯師魯本、藝術總監T·穆圖拉吉及特技導演安爾·阿拉蘇。斯皮羅·拉扎托斯（Spiro Razatos）、克雷格·麥克雷（Craig Macrae）、雅尼克·班（Yannick Ben）、克查·坎帕迪（Kecha Khamphakdee）和蘇尼爾·羅德里格斯（Sunil Rodrigues）也被聘為特技導演。電影的編舞包括花拉·罕、維巴維·瑪尚特、尚比與拉麗塔。

### 選角
穆克許·查布拉（Mukesh Chhabra）擔任選角導演。據報導，沙·魯克·罕在片中一人分飾父子雙角，會以六種不同的造型亮相。納彥塔拉最終被確定為與罕演對手戲的女主角，從而成為她的寶萊塢處女作。普里亞曼尼、蘇尼爾·葛羅佛、桑妮亞·馬賀拉和約奇·巴布之後加入演出陣容，這是巴布繼《金奈快车》後睽違十年與罕重聚；但他只出現在本片的泰米爾語版中。拉納·達古巴提曾被邀請擔任反派角色，但因健康問題而拒絕，飾演者改由維傑·西圖帕提接任。荻皮卡·帕都恭2022年8月在金奈加入演出陣容，劇組在此地拍攝她的特別演出戲份。2022年9月，维杰據報導將在片中客串，但後來阿特利否認了這一消息，反而證實是自己在當中客串。2023年3月，山齊·杜特參與演出，在一場涉及動作的大場面中客串。片方也曾邀請阿魯·阿瓊客串，但他以對拍攝《普什帕：裁決》的承諾為由拒絕。

### 拍攝
《亂世勇者》2021年9月在浦那展開主要拍攝。部分場面2021年8月30日至9月15日在浦那聖圖卡拉姆納加爾地鐵站拍攝；劇組也在浦那地鐵拍片，從而讓本片成為首部在浦那地鐵拍攝的電影。車站的場面出現在電影的一版海報中。2022年6月，沙·魯克·罕隨劇組被外界目擊到出現在海得拉巴準備工作。罕和納彥塔拉參與了在此為期十天的拍攝。完成結婚後的納彥塔拉在2022年6月26日加入孟买的拍攝行程；片中部分的家庭戲於此期間拍攝而成。
8月，下一趟拍攝行程在金奈開始，荻皮卡·帕都恭在此地完成了自己的所有戲份。維傑·西圖帕提之後也加入了拍攝。此行程中拍攝了罕和西圖帕提之間的一些動作鏡頭，以及在監獄取景的〈活著的班達〉歌舞片段。〈活著的班達〉由尚比·保拉傑編舞，花費五天拍攝，動用一千名舞者參與其中。這首歌也被重拍為泰米爾語版本——〈就位〉（Vandha Edam）。為期一個月的金奈拍攝行於10月7日結束。
劇組10月接著至拉贾斯坦邦，罕和納彥塔拉在此工作了二十天。因浦那、海得拉巴、孟買和金奈這些大城市缺乏空間拍攝所需的飛車戲，使劇組2022年11月底左右在奧蘭加巴德的小城市——比德金拍片。劇組下一趟行程安排在2023年2月，罕在此拍攝了幾場追逐戲。山齊·杜特2023年3月20日加入劇組，客串拍攝了一場富有動作戲的場面。2023年4月，由罕及納彥塔拉演出的歌曲〈鬆手〉在孟買和班德拉-沃利跨海大橋攝製而成。同月晚期，罕和帕都恭在孟買電影城拍攝的歌曲〈法拉塔〉（Faraatta）。上述兩首歌皆由花拉·罕編舞。7月中旬，劇組在孟買的雅什·拉吉製片廠拍攝了由維巴維·瑪尚特編排、罕及納彥塔拉演唱的〈不是拉邁亞瓦斯塔瓦亞〉（Not Ramaiya Vastavaiya）。

### 後製
電影於2023年1月開始投入後期製作，因需處理大量CG及視覺效果，而使此工程持續了六個月。剪輯由魯本負責。特效工作由紅辣椒VFX完成。哈利·欣戈拉尼（Harry Hingorani）擔任視覺特效總監，凱坦·亞達夫（Keitan Yadav）則擔任本片的視覺特效製片。4月，公司聘請了視覺特效技術人員加入團隊。紅辣椒色彩（Red Chillies Color）的肯·梅茲克（Ken Metzker）為本片調色。庫納爾·拉詹（Kunal Rajan）負責聲音設計。
納彥塔拉2023年5月初為自己的角色配音。蒂帕·文卡特為電影的泰米爾語和泰盧固語版本的納彥塔拉配音；而帕都恭角色的泰米爾語和泰盧固語版本則由拉維娜·拉維配音。
本片的最終副本於2023年8月初準備就緒，當月提交給中央電影認證委員會（CBFC）。2023年8月22日，電影獲得審查委員會頒發的U/A證書（包含溫和的成人主題，不適合12歲以下的兒童在父母指導下觀看），院線片長最終定為169分鐘。

## 音樂
阿尼魯德·拉維昌德為本片的配樂作曲，也是首次與沙·魯克·罕及阿特利合作；這也是他首次在寶萊塢一手包辦配樂及歌曲，此前他曾為《大衛》（2013年）譜寫了一首歌，並為《再戰板球夢》（2022年）創作了背景音樂。據報導，阿特利起初聯繫A·R·拉赫曼為《亂世勇者》配樂作曲。拉赫曼隨後出於未公開原因拒絕了這項提議，而改選了拉維昌德。T-Series以3.6億盧比的價格獲得了本片的音樂版權，創下單張印地語專輯的價格紀錄。

## 發行

### 院線
《亂世勇者》2023年9月7日以標準、IMAX、4DX和其他印地語高規格版本在院線上映，泰米爾語和泰盧固語配音版同步推出。最初，本片預定2023年6月2日上映。2023年5月，根據報導，電影延期至2023年8月上映。此外，還有報導稱，本片仍可能按原定日期上映。不過，後來證實上映日定於2023年9月7日。《亂世勇者》是首部在全球最大的IMAX影院——IMAX萊昂貝格上映的印度電影；也是首部在孟加拉與全球主要國家同一天上映的印度電影。
《亂世勇者》在全球超過一萬個大銀幕上首映，創下印地語電影、也是印度電影的最高紀錄。其中，在印度有超過5500個銀幕上映，在國際市場有4500個銀幕上映。據報導，本片在泰米尔纳德邦超過650個銀幕放映，喀拉拉邦則超過350個，成為該地區印地語電影中最多的放映數。清晨放映場於凌晨2點15分在孟加拉各地舉行。
依靠單銀幕影院和多廳影院連鎖影院的預售數，本片創下了印地語影院預售票數最多的紀錄，超過了沙·魯克·罕電影《寶萊塢之絕地特工》先前保持的紀錄。多廳影院的預訂網站還因流量過大而癱瘓。
本片2023年9月30日在列城喜馬拉雅影展（Himalayan Film Festival）上放映。

### 發行商
彭製片室的獲得了北印度和西印度的院線版權，並透過其部門彭馬魯達娛樂發行。史瑞戈庫拉姆電影（Sree Gokulam Movies）以5億盧比的價格獲得了《亂世勇者》在泰米爾納德邦和喀拉拉邦的院線發行權，並透過泰米爾納德邦的紅巨星電影和喀拉拉邦的夢想大電影（Dream Big Films）來發行。斯里文卡特斯瓦拉創作取得了安得拉邦和特伦甘纳邦的發行權。邁索爾發行權由全景製片室拿下。SVF取得了西孟加拉邦的院線版權。拉傑許里製片公司負責在奥迪沙邦發行本片，而比哈尔邦的發行則由普拉卡許影業（Prakash Pictures）負責。
海外院線版權賣給了雅什·拉吉影片公司。家庭銀幕娛樂（Home Screen Entertainment）購買了本片的新加坡發行權，而燈塔發行（Lighthouse Distribution）則購入了西班牙的發行權。動剪娛樂（Action Cut Entertainment）與隆多努集團（Rongdhonu Group）一起在孟加拉發行本片。電影在法國由星期五娛樂（Friday Entertainment）發行。

### 家用媒體
《亂世勇者》的數位串流媒體版權以25億盧比的價格出售給Netflix。在該平台上，本片的加長版2023年11月2日以印地語、泰米爾語和泰盧固語首次上線，恰逢沙·魯克·罕的58歲生日。衛星版權已被Zee頻道收購。

## 行銷
2022年6月3日，電影的片名及上映日期透過一段預告影片揭曉，當中罕以纏著繃帶的受傷模樣亮相。後來，本片延期上映，並透過2023年5月6日發表的動態海報宣布了新日期。名為〈亂世勇者搶先看〉（Jawan Prevue）的前導預告片於2023年7月10日釋出。該預告片憑藉超過1.12億次的觀看次數，成為24小時內觀看次數最多的印度電影預告片；之後，預告片隨附《不可能的任務：致命清算 第一章》、《狱卒》、《边关风暴2》的正片在院線放映。
2023年7月，當歌曲〈活著的班達〉推出時，由尚比·保拉傑編排並由罕在MV中表演的鉤步迅速走紅，增加了歌曲的受歡迎程度，並在社交媒體引起轟動。許多人透過將自己錄製的舞蹈表演配上歌曲來模仿，並在社交媒體平台上分享。
負責電影的宣傳，行銷團隊為孟買地鐵和隨後的加尔各答地铁設計了電影海報。《亂世勇者》的官方週邊商品由於2023年8月25日推出。
2023年8月30日，官方在金奈的斯里賽南工程學院舉行了一場盛大的預映活動，罕在此收到了卡茂爾·哈桑的祝福並分享了軼事。該活動由米爾奇·維傑（Mirchi Vijay）與巴瓦娜·巴拉克里希南主持。電視轉播權由太陽網收購；9月3日在太陽電視台和蘇里亞電視台轉播。
《亂世勇者》的正式預告片於2023年8月31日發表。當天，罕抵達杜拜與影迷一起慶祝預告片發表，並在哈利法塔向大眾播放。電影上映後，Google推出了專門針對本片的互動塗鴉，讓使用者以創意、有趣的方式參與並探索電影的主題。

## 反響

### 票房

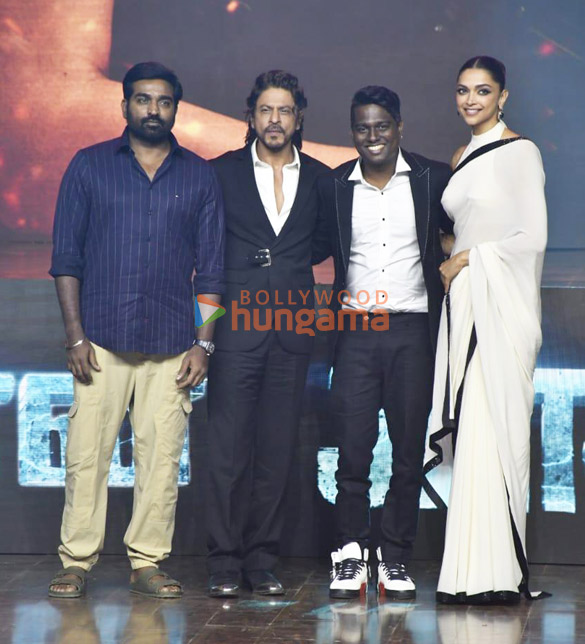
演員及導演在慶祝電影票房成功的活動中。左起依序為：維傑·西圖帕提、沙·魯克·罕、阿特利和荻皮卡·帕都恭

《亂世勇者》在印度本土的總票房超過76億盧比，在海外總票房超過38億盧比，全球總額超過114億盧比。
本片的印地語版本在印度上映首日就淨賺了破紀錄的6.5億盧比，而其泰米爾語和泰盧固語版本則進一步獲得了1億盧比的票房，淨賺達7.5億盧比。在全球市場，所有版本在首映當天的票房達12.9億盧比；這超越了沙·魯克·罕先前的《寶萊塢之絕地特工》，創下了印地語和印度電影的多項首映日紀錄。在澳大利亞，《亂世勇者》首日收入40萬澳元成為，首部登上票房冠軍的印度電影。印地語版上映第二天就在印度淨賺4.5億盧比，總淨收入達11億盧比。本片成為首部在國內三天內淨收入超過20億盧比的印地語電影，表現更勝《寶萊塢之絕地特工》；也成為印度最快五天內票房超過30億盧比的印地語電影。《亂世勇者》成為首部在九天內淨收入超過40億盧比的印地語電影，並在13天內淨收入超過50億盧比。《亂世勇者》上映第17天，便超過《寶萊塢之絕地特工》而登上淨票房最高的印地語電影寶座。上映第18天則成為第六部全球票房超過100億盧比的印度電影，是第三部達到這一票房成績的印地語電影，也是最快達到這一成績的印地語電影。自此成為印度票房最高的印地語電影。本片已成為史上第四個週末票房收入最高的電影；還成為印度本土首部票房超過60億盧比的印地語電影。
在印度以外的地區，《亂世勇者》首週末的海外總票房為3262萬美元。截至9月12日，電影從中東和北非（MENA地區）收穫了864萬美元，並從英國和歐洲市場取得822萬美元。《亂世勇者》至此成為唯一一部配音版本票房突破5億盧比大關的印地語電影。10月4日，本片成為首部在中東票房收入超過1600萬美元的印度電影。

### 評價
《亂世勇者》獲得了影評界的一致好評，多數稱讚演員表演、劇本、動作戲和音樂。電影在评论聚合网站爛番茄上，根據34篇影評而持有88%的新鮮度，平均得分7.7／10；該網站共識評論：「《亂世勇者》情節峰迴路轉且動作戲令人驚嘆，錯綜複雜的情節及氣勢磅礴的大長篇全被精力充沛的瀟灑氣質駕馭著。」
電影在印度媒體整體反應良好。雷迪夫網的蘇甘雅·維爾馬給《亂世勇者》4／5星的評價，讚揚了電影的政治記敘，「大膽且直接指責無能的政府，呼籲大眾認清手指和投票的力量」。《印度快報》的舒布拉·古普塔則給予3.5／5星，並在評論中寫道，雖然本片「塑造成毫不掩飾的大眾藝人」，但傳達了及時的政治訊息。《印度斯坦时报》的莫妮卡·拉瓦爾·庫克雷賈（Monika Rawal Kukreja）稱其為「意味深長的浩大動作片」。《Scroll.in》的南迪尼·拉姆納特（Nandini Ramnath）認為本片的成功主要歸功於沙·魯克·罕；他在評論中寫道：「罕在片中的銀幕形象可謂——豪爽、富有愛心、老式的英雄氣概，但又沒有咄咄逼人的男子氣概、無禮但又真誠，這有助於為可能與其他演員產生衝突的空想增添說服力。」《今日印度》的圖沙爾·喬希（Tushar Joshi）也將電影評為3.5／5星，罕的表演和阿特利的導演功力為典型的羅賓漢式故事加了分。
News18網站的的索尼爾·戴迪亞（Sonil Dedhia）將《亂世勇者》評為4／5星，稱其為一部馬薩拉電影（混合多種類型的電影），並補充道：「雄心勃勃的私刑動作驚悚片，不負眾望地符合觀眾的胃口。劇本寫作牽強，但明星影響力和風格突出。」給電影3.5／5星的《印度时报》編輯雷努卡·維亞瓦哈雷（Renuka Vyavahare）認為，《亂世勇者》的故事及宗旨都更勝先前的罕電影《寶萊塢之絕地特工》。Bollywood Hungama網站的塔蘭·阿達許於影評中寫道：「《亂世勇者》可謂頂尖的大眾藝人，擁有最頂級的表演、驚心動魄、值得鼓掌的時刻、傳奇般的動作場面，以及沙·魯克·罕前所未見的化身。而在票房方面，將成為一部史詩般的大片，打破當下並創造新記錄。」此外，他將本片評為4.5／5星。《印度電影觀眾》的德維許·夏爾馬（Devesh Sharma）給出了4／5星的評價，並指出動作編排「不輸給任何高品質的好萊塢電影」。給出3.5／5星的《NDTV》編輯薩巴爾·查特吉在影評中總結：「《亂世勇者》充滿了你在一部精力充沛動作片中所期望的所有成分，還是引人注目的的自指載體，明星能直接與粉絲群進行交流，並提出迫切需要解決的主題。」反之，《薄荷賓客室》烏代·巴蒂亞（Uday Bhatia）稱《亂世勇者》為「混亂不堪」，認為雖然罕的表演足以出色，但電影的故事缺乏連貫。
在國際上，《海灣新聞》編輯曼朱莎·拉達克里希南（Manjusha Radhakrishnan）的評分為3.5／5星，稱讚罕與納彥塔拉的明星效應，以及罕和帕都恭之間的化學反應，並將年邁的罕與喬治·克隆尼做比較。《衛報》的邁克·麥卡希爾（Mike McCahill）給出3／5星，同樣讚揚了罕的明星影響力，並表示：「《亂世勇者》以驚人的時尚全速涵蓋了眾多領域，但這也是禮貌地坦白片中提及的窘境無所不在的方式。」IndieWire網站的普羅瑪·科斯拉（Proma Khosla）讚賞了阿特利的功力、阿尼魯德·拉維昌德的音樂及主演陣容的表現。她認為本片「必須與大量人群一起在大銀幕觀看才是絕佳體驗」。《電影威脅》的伍艾倫（Alan Ng）評論：「《亂世勇者》讓人回想起過去的動作片。」Polygon網站的皮特·沃克（Pete Volk）將本片描述為「當羅賓漢遇見《霹靂嬌娃》」。羅傑·伊伯特網的賽門·亞伯拉罕（Simon Abrams）表示，罕「在要求不高的音樂曲目中看起來格外舒服」。

### 獎項
| 入圍獎項                  | 入圍獎項      | 入圍獎項         | 入圍獎項                                                                                                   | 入圍獎項 | 入圍獎項 |
| 獎項                      | 頒獎日期      | 類別             | 得獎或提名者                                                                                               | 結果     | 來源     |
| ------------------------- | ------------- | ---------------- | --- | -------- | -------- |
| 阿斯特拉電影獎            | 2024年1月6日  | 最佳國際長片     | 《亂世勇者》                                                                                               | 提名     | [ 175 ]  |
| 印度電影觀眾獎            | 2024年1月28日 | 最佳電影         | 紅辣椒娛樂                                                                                                 | 提名     | [ 176 ]  |
| 印度電影觀眾獎            | 2024年1月28日 | 最佳導演         | 阿特利 | 提名     | [ 176 ]  |
| 印度電影觀眾獎            | 2024年1月28日 | 最佳男主角       | 沙·魯克·罕                                                                                                 | 提名     | [ 176 ]  |
| 印度電影觀眾獎            | 2024年1月28日 | 最佳故事         | 阿特利 | 提名     | [ 176 ]  |
| 印度電影觀眾獎            | 2024年1月28日 | 最佳對白         | 蘇米特·阿羅拉                                                                                              | 提名     | [ 176 ]  |
| 印度電影觀眾獎            | 2024年1月28日 | 最佳音樂總監     | 阿尼魯德·拉維昌德                                                                                          | 提名     | [ 176 ]  |
| 印度電影觀眾獎            | 2024年1月28日 | 最佳幕後女歌手   | 希爾柏·拉奧—〈鬆手〉                                                                                       | 提名     | [ 176 ]  |
| 印度電影觀眾獎            | 2024年1月28日 | 最佳幕後女歌手   | 迪帕蒂·蘇雷什（Deepthi Suresh）—〈從屬論〉（Aararaari Raaro）                                                                           | 提名     | [ 176 ]  |
| 印度電影觀眾獎            | 2024年1月28日 | 最佳剪輯         | 魯本 | 提名     | [ 176 ]  |
| 印度電影觀眾獎            | 2024年1月28日 | 最佳藝術指導     | T·穆圖拉吉                                                                                                 | 提名     | [ 176 ]  |
| 印度電影觀眾獎            | 2024年1月28日 | 最佳編舞         | 尚比·保拉傑—〈活著的班達〉                                                                                 | 提名     | [ 176 ]  |
| 印度電影觀眾獎            | 2024年1月28日 | 最佳攝影         | G·K·毘濕奴                                                                                                 | 提名     | [ 176 ]  |
| 印度電影觀眾獎            | 2024年1月28日 | 最佳服裝設計     | 莎琳娜·納薩尼（Shaleena Nathani）、卡維薩·J·阿尼魯德·辛格（Kavitha J, Anirudh Singh）、迪皮卡·拉爾（Dipika Lal）                                             | 提名     | [ 176 ]  |
| 印度電影觀眾獎            | 2024年1月28日 | 最佳動作         | 史畢若·羅薩圖斯（Spiro Razatos）、安爾·阿拉蘇、克雷格·馬克雷（Craig Macrae）、雅尼克·班（Yannick Ben）、克查·坎帕迪（Kecha Khamphakdee）、蘇尼爾·羅德里格斯（Sunil Rodrigues） | 獲獎     | [ 176 ]  |
| 印度電影觀眾獎            | 2024年1月28日 | 最佳視覺效果     | 紅辣椒VFX                                                                                                  | 獲獎     | [ 176 ]  |
| 達達沙赫布·帕爾凱國際影展 | 2024年2月20日 | 最佳男主角       | 沙·魯克·罕                                                                                                 | 獲獎     | [ 177 ]  |
| 達達沙赫布·帕爾凱國際影展 | 2024年2月20日 | 最佳影片         | 紅辣椒娛樂                                                                                                 | 獲獎     | [ 177 ]  |
| 達達沙赫布·帕爾凱國際影展 | 2024年2月20日 | 最佳導演（影評） | 阿特利 | 獲獎     | [ 177 ]  |
| 達達沙赫布·帕爾凱國際影展 | 2024年2月20日 | 最佳音樂總監     | 阿尼魯德·拉維昌德                                                                                          | 獲獎     | [ 177 ]  |
| 印度國家電影獎            | 2025年8月1日  | 最佳男主角       | 沙·魯克·罕                                                                                                 | 獲獎     | [ 178 ]  |
| 印度國家電影獎            | 2025年8月1日  | 最佳代唱女歌手   | 希爾柏·拉奧—〈鬆手〉                                                                                       | 獲獎     | [ 178 ]  |

## 未來
《亂世勇者》上映後，據傳有望推出第二部電影。根據本片的成功，罕斷言確實可能推出續集。阿特利在接受Pinkvilla網站的採訪時，證實《亂世勇者》將會有續集，並透露正計劃一部以維克蘭·拉托爾為主的衍生電影。據2023年9月晚期的報導，阿特利已開始編寫續集的劇本。

## 外部連結
- 互联网电影数据库（IMDb）上《亂世勇者》的资料（英文）
- 爛番茄上《亂世勇者》的資料（英文）
- Metacritic上《亂世勇者》的資料（英文）
- 《亂世勇者》的Bollywood Hungama頁面